# ويليام مكينتوش
ويليام مكينتوش (بالإنجليزية: William McIntosh)‏ هو زعيم قبيلة أمريكي، ولد في 1775 في ألاباما في الولايات المتحدة، وتوفي في 30 أبريل 1825 في مقاطعة كارول في الولايات المتحدة.